# Ben Flower

a Compétitions nationales et continentales officielles uniquement.

b Matchs officiels uniquement.
Ben Flower, né le 19 octobre 1987 à Cardiff (pays de Galles), est un joueur gallois de rugby à XIII évoluant au poste de pilier ou de troisième dans les années 2000 et 2010. Il fait ses débuts professionnels en Super League avec les Crusaders Rugby League en 2008, il rejoint en 2012 les Warriors de Wigan avec lesquels il remporte le World Club Challenge (2017), la Super League à trois reprises (2013, 2016 et 2018) et la Challenge Cup (2013).
Il a également connu de nombreuses sélections en équipe du pays de Galles avec laquelle il a pris part à la Coupe d'Europe des nations 2009, 2010 et à la Coupe du monde 2013.

## Biographie
Formé au rugby à XV où il a connu des sélections en équipe du pays de Galles dans les catégories de moins de dix-huit ans, de dix-neuf ans et de vingt-ans, il décide de changer de code et de rejoindre le rugby à XIII et les Crusaders Rugby League.

## Palmarès
- Collectif :
  - Vainqueur du World Club Challenge : 2017 (Wigan).
  - Vainqueur de la Super League : 2013, 2016 et 2018 (Wigan).
  - Vainqueur de la Challenge Cup : 2013 (Wigan).
  - Finaliste de la Super League : 2014, 2015 et 2020[1] (Wigan).
  - Finaliste de la Challenge Cup : 2017 (Wigan).